# François-André Vincent

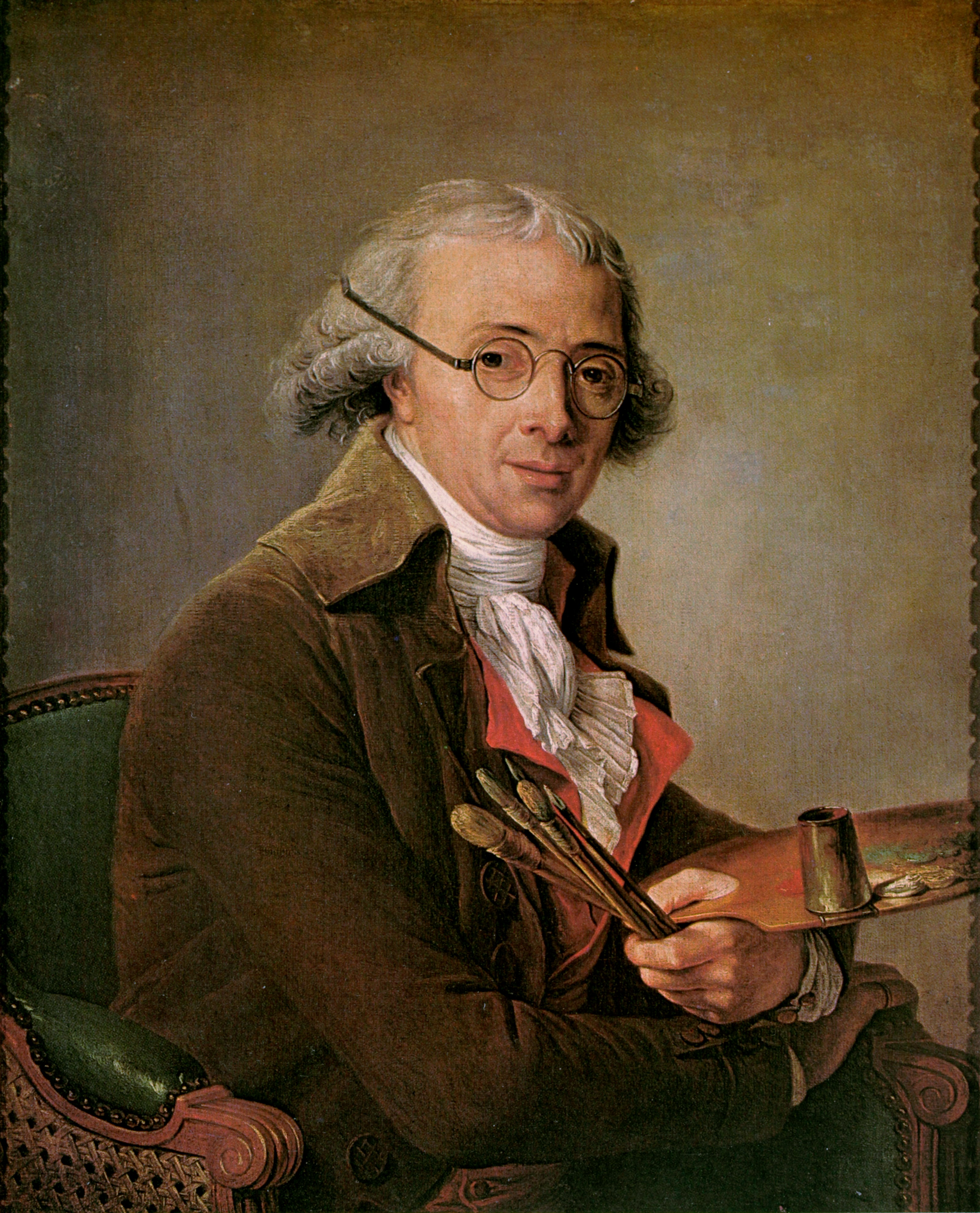
Adélaïde Labille-Guiard: Porträt von François-André Vincent, Öl auf Leinwand, 1795

François-André Vincent (* 30. Dezember 1746 in Paris; † 4. August 1816 ebenda) war ein französischer Zeichner und Maler.

## Leben
François-André Vincent war der Sohn des aus Genf stammenden, in Paris ansässigen und als Lehrer an der Académie de Saint-Luc tätigen Miniaturenmalers François-Elie Vincent (1708–1790). 
Obgleich Vincents Vater ihn zunächst für eine Bankierslaufbahn bestimmte, erteilte er ihm Zeichenunterricht und ließ ihn, nachdem er sich von seiner Berufung zur Malerei überzeugt hatte, in das Atelier von Joseph-Marie Vien eintreten. Als dessen Schüler erzielte Vincent 1766 den zweiten Preis des Grand Prix für das Ölgemälde Königin Tomyris mit dem abgeschlagenen Haupt des Cyrus; 1768 dann den Prix de Rome (für Germanicus, den Aufruhr in seinem Lager dämpfend) und bildete sich ab 1771 bei Charles-Joseph Natoire weiter. Anschließend begab er sich bis 1775 auf eine Reise nach Italien, wo er in Rom als subventionierter Pensionär in der Villa Mancini der dortigen Académie de France Aufnahme fand. Im Jahr 1776 kehrte er nach Frankreich zurück.
1790 wurde Vincent Hofmaler des französischen Königs Ludwig XVI. und zwei Jahre später zum Professor an der Académie royale de peinture et de sculpture ernannt. Zusammen mit Jacques-Louis David und Jean-Honoré Fragonard gehörte er zu der neoklassischen Bewegung in der französischen Kunst. 
Zwischen 1792 und 1796 lebte Vincent mit seiner ehemaligen Schülerin und Lebensgefährtin Adélaïde Labille-Guiard in einem gemeinsam erworbenen Haus im Département Seine-et-Marne. Aufgrund des neuen Eherechts konnte sie sich 1793 von ihrem Mann, den Steuerbeamten Nicolas Giuard, scheiden lassen. Am 8. Juni 1800 heiratete er seine Jugendfreundin. Allerdings dauerte die Ehe nur knapp drei Jahre, da Madame Vincent, wie sie nun hieß, 1803 in Paris verstarb. Zum Ende seines Lebens konnte er aus gesundheitlichen Problemen kaum noch malen. Er starb 1816 in Paris und fand auf dem Friedhof Père-Lachaise (Division 11) seine letzte Ruhestätte.

## Schüler (Auswahl)
- Pierre-Nolasque Bergeret (1782–1863)
- Mathieu Ignace van Brée (1773–1839)
- Horace Cortineaux (1777–1830)
- François-Joseph Heim (1787–1865)
- Charles Paul Landon (1760–1826)
- Isabelle Pinson (1769–1855)
- Charles Thévenin (1764–1838)
- John Vanderlyn (1775–1852)